# Bandiera della Gagauzia
La bandiera della Gagauzia è la bandiera dell'Unità Territoriale Autonoma della Gagauzia, in Moldavia. È stata utilizzata come bandiera della repubblica fino al collasso dell'Unione Sovietica nel 1991 anche se con piccole differenze.

## Storia
L'attuale bandiera è stata adottata ufficialmente dall'Assemblea Nazionale il 31 ottobre 1995. La legge n.2-IV/1 sulla Bandiera della Gagauzia dice che:
- la bandiera è costituita da tre bande:
- la banda superiore è di colore blu ed è 6/10 della larghezza della bandiera;
- la banda centrale è di colore bianco ed è 2/10 della larghezza della bandiera;
- la banda inferiore è di colore rosso ed è 2/10 della larghezza della bandiera;
- il rapporto altezza lunghezza è di 1:2.

Nella banda blu sono situate tre stelle, del diametro di 15/100. La distanza tra il centro di una stella ed il centro dell'altro è di 3/10, la distanza tra i centri delle due stelle più a sinistra (sul lato dell'asta) e l'asta è di 3/10.
La legge non parla della posizione verticale delle bande, l'orientazione delle stelle, il numero di punte e il loro riempimento.
Dal 1995 i simboli nazionali sono stati resi noti nella Legge Organica della Gagauzia.
Legge organica della Gagauzia
Titolo I. - Status legale della Gagauzia nella Repubblica di Moldavia.
Articolo 13.
1. La Gagauzia può avere propri simboli: la bandiera, lo stemma, l'inno, che devono essere utilizzati a fianco dei simboli della Repubblica di Moldavia.
2. La bandiera della Gagauzia è il simbolo della regione autonoma della Gagauzia (Gagauz Yeri).
Essa è di forma rettangolare, costituita da tre bande orizzontali, dall'alto al basso, blu (60% dell'altezza della bandiera), bianco e rosso, con le ultime due entrambe larghe il 20% dell'altezza della bandiera. Stelle dorate sono poste a formare un triangolo equilatero, nella fascia blu.
3. Lo stemma della Gagauzia è costituito da uno scudo con, nella parte bassa, in campo bianco, un semicerchio giallo che rappresenta il sole che sorge. Gli ornamenti nazionali sono posizionati simmetricamente su entrambi i lati dello scudo. Lo scudo è circondato da spunzoni gialli – oro, i quali sono circondati da una rappresentazione della bandiera gagauza. Nella parte bassa, sotto lo scudo, si trova una rappresentazione convenzionale di foglie di vite ed uva. Lo scudo è sormontato da tre stelle a cinque punte, gialle, a formare un triangolo equilatero.
4. L'inno della Gagauzia (Gagauz Yeri) può essere determinato da una legge locale.
Il blu è un colore che richiama le origini turche di questo popolo. Il colore bianco era quello utilizzato dalle popolazioni turche per rappresentare l'occidente. Il rosso infine rappresenta il coraggio e la determinazione. Le tre stelle d'oro rappresentano il passato, il presente ed il futuro: il futuro è la stella più avanzata delle tre.

## Bandiera dal 1990 al 1995

Bandiera etnica dei gagauzi

Subito dopo l'indipendenza della Moldavia dall'Unione Sovietica, la Gagauzia tentò la via dell'indipendenza essa stessa, proclamandola dalla Moldavia. La bandiera nazionale fu issata il 19 agosto 1990 dai separatisti gagauzi a Comrat. Dopo che un referendum, svoltosi alla fine del 1991 aveva confermato l'indipendenza del territorio, i trattati russo-moldavi del luglio 1992 riconobbero alla minoranza gagauza una forma più limitata di autonomia e il 31 ottobre 1995 pure la bandiera, che non fu mai riconosciuta ufficialmente, fu sostituita.
La bandiera era costituita da un campo turchese al centro del quale si trovava un tondo giallo, bordato bianco, con dentro raffigurata la testa di un lupo, in nero, di profilo verso l'asta. Sia il colore blu turchese (ripreso nella bandiera attuale), che il profilo della testa di lupo, sono simboli turchi: i gagauzi infatti sono turchi selgiuchidi cristianizzati.